# Le Mée-sur-Seine
Le Mée-sur-Seine és un municipi francès, situat al departament de Sena i Marne i a la regió de l'Illa de França. L'any 1999 tenia 21.217 habitants.
Forma part del cantó de Savigny-le-Temple, del districte de Melun i de la Comunitat d'aglomeració Melun Val de Seine.